# Museo Casa Redonda de Chihuahua
Casa Redonda. Museo Chihuahuense de Arte Contemporáneo es un museo ubicado en la ciudad de Chihuahua, Chihuahua. Está dedicado a la conservación y exposición de piezas de arte contemporáneo, debe su nombre debido a que el edificio que lo alberga era la antigua casa redonda de los patios y talleres de Ferrocarriles Nacionales de México en esa ciudad.

## Edificio
El edificio que ocupa desde 2000 Museo Casa Redonda fue construido a finales del siglo XIX para albergar los talleres de reparación de locomotoras del entonces Ferrocarril Central Mexicano cuya línea unía la Ciudad de México con Ciudad Juárez; tiene una forma semicircular con varias entradas en donde eran ingresadas las locomotoras para darles servicio y reparación y que reciben el nombre de "fosas de inspección". Debido a la forma en que están construidos estos talleres son comúnmente denominados como Casa Redonda.
Frente al semicírculo existía un instrumento denominado "mesa giratoria" y consistía en un mecanismo de tres puntos de apoyo y cien pies de largo, ubicada en un foso al centro radial de la casa redonda, que proporciona una fácil distribución de las locomotoras hacia las fosas de inspección. Contaba con un complejo sistema manual que hacía posible que un trabajador hiciera girar con su sola fuerza una locomotora asentada sobre un tramo de vía, cuyo peso total era de varias decenas de toneladas.
Una vez ingresadas en las fosas de inspección, que tenían más de 30 pies de largo las locomotoras podían ser revisadas en su totalidad y que se encontraba equipada con un sistema de gatos hidráulicos y vías transversales que permitían desmontar las ruedas y realizar todo tipo de reparaciones requeridas por las máquinas y en las cuales no debería de invertirse más de ocho horas.
Con los cambios en la tecnología y el advenimiento de locotomoras diesel las labores de mantenimiento cambiaron y poco a poco las instalaciones fueron cayendo en desuso. A mediados de los años 90, los Ferrocarriles Nacionales de México fueron liquidados como empresa pública y vendidos a particulares, los terrenos de los talleres en Chihuahua fueron entonces destinados a la construcción del Centro de Convenciones y Exposiciones de la ciudad, pero la Casa Redonda fue preservada, restaurada y dedicada a albergar un nuevo museo dedidacado al arte contemporáneo que fue formalmente inaugurado el 12 de septiembre de 2000 con el nombre de Casa Redonda. Museo Chihuahuense de Arte Contemporáneo.